# Paul (entreprise)
Pour les articles homonymes, voir Paul.
Paul est une marque française de magasins, de restaurants et de salons de thé proposant pains, viennoiseries, pâtisseries, sandwichs, salades et snacks.
En 2020, le réseau Paul est constitué de 749 points de vente (en succursale ou en franchise) dont 394 en France métropolitaine.
Paul est détenue par la famille Holder via le groupe Holder. 

## Histoire
Paul est une marque familiale depuis cinq générations, depuis la fin du XIXe siècle,. La première trace photographique remonte à 1889, date à laquelle Charlemagne Mayot et son épouse tiennent une boulangerie située rue de la Mackellerie à Croix dans le département du Nord. 
En 1908, leur fils, Edmond Mayot, prend la suite,. 
En 1935, la fille d'Edmond, Suzanne Mayot, épouse Julien Holder, lui-même boulanger et pâtissier. Julien Holder avait appris très jeune (dès ses dix ou douze ans) la boulange. Ensemble, ils ouvrent une boulangerie dans la rue des Sarrazins, dans le quartier de Wazemmes à Lille,. 
En 1953[source insuffisante], la famille Holder achète une boulangerie-pâtisserie renommée située place de Strasbourg à Lille,. L'établissement racheté porte le nom de la famille fondatrice Paul, inscrit en grandes lettres Art déco sur la devanture. Ce nom est conservé. Cependant, Suzanne et Julien Holder entame immédiatement un nouveau type de production : les pains fantaisie, à une époque où la baguette blanche classique domine très largement. L'idée se révèle un succès.

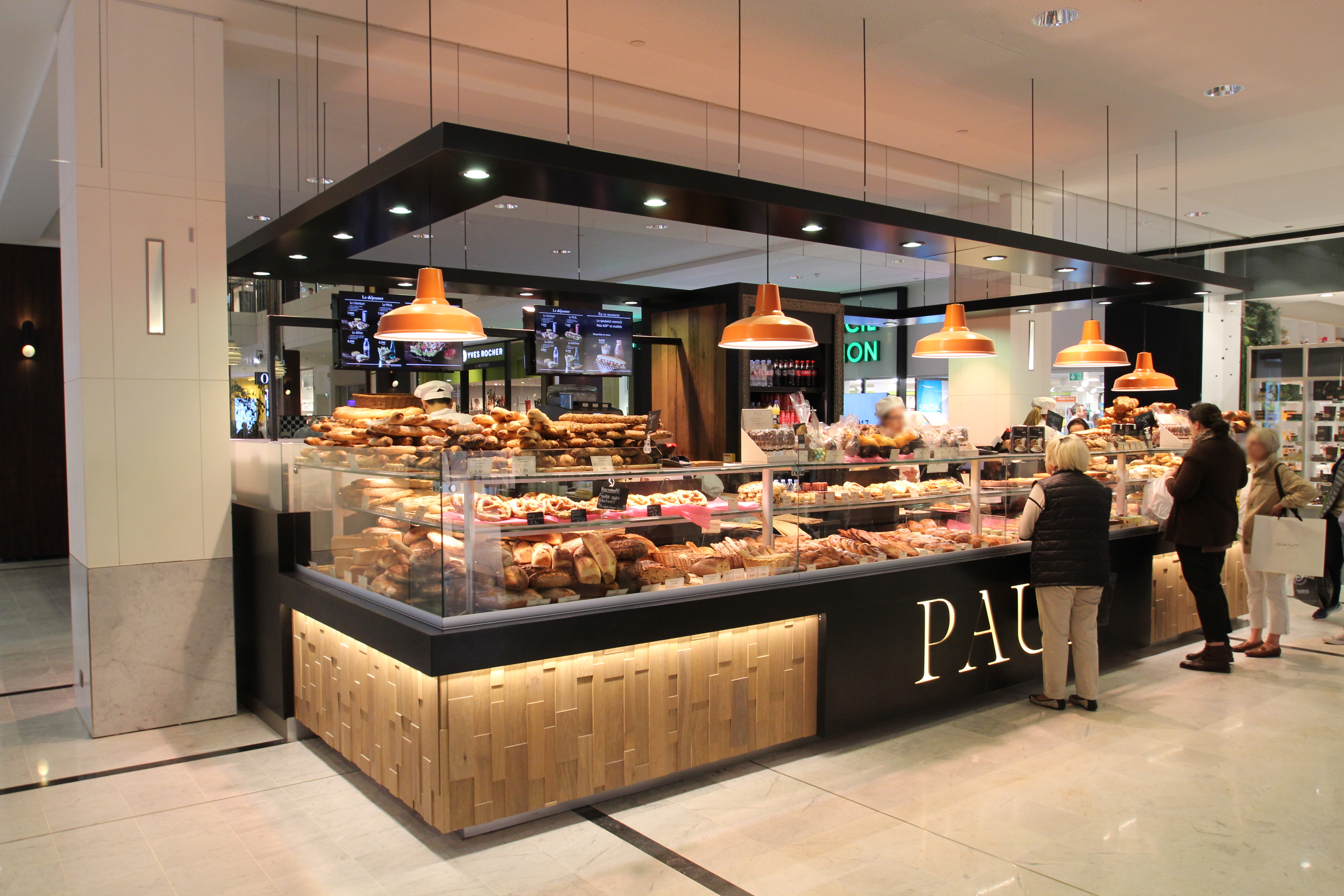
Point de vente "Paul" dans un centre commercial français

En 1958, Julien Holder meurt. Son fils, Francis alors âgé de 17-18 ans, et qui travaillait déjà avec son père depuis trois ans comme apprenti, reprend l'activité avec sa mère,, [source insuffisante].
Francis Holder anticipe la montée en puissance de la grande distribution et devient alors fournisseur d'Auchan, les Nouvelles Galeries et Monoprix en produisant du pain dans un atelier situé en banlieue lilloise. La demande augmentant, il déménage alors sur la commune de La Madeleine en 1970, y achetant une friche industrielle sur laquelle il construit sa toute première usine. Parallèlement, il continue la boulangerie artisanale dans la boulangerie située à Lille.   
En 1963, il change la décoration Art déco d'origine et en 1972 il décide de mettre le fournil au cœur du magasin, à la vue des clients. Il y pratique une boulangerie manuelle classique : pétrissage, pointage, façonnage, longue fermentation, cuisson. La formule connaît le succès, et elle est dupliquée : des magasins Paul ouvrent dans d'autres centres-villes.

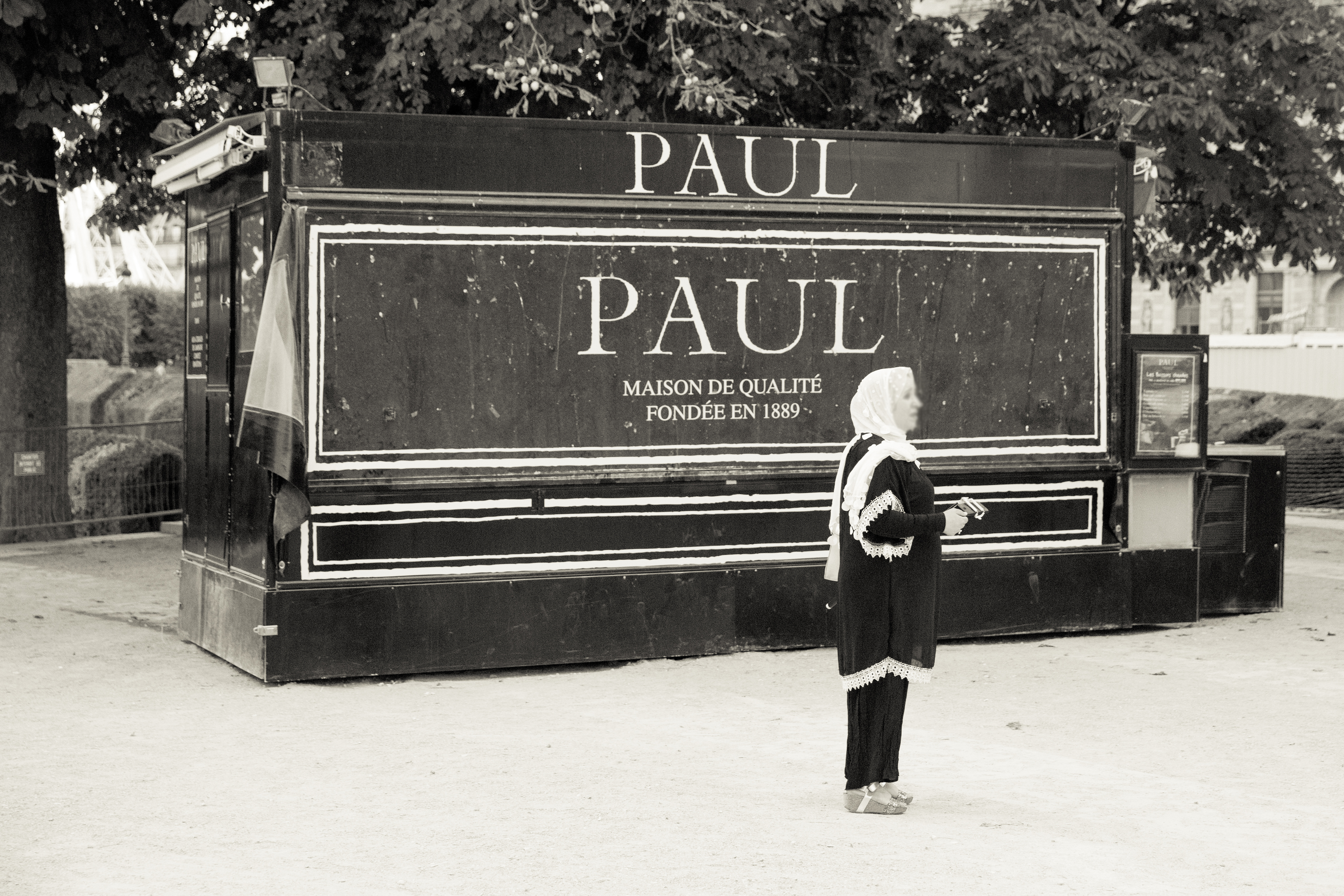
Point de vente Paul devant le musée du Louvre (Paris).

En 1993, Francis Holder crée la nouvelle l'identité de l'enseigne : façades noires, décoration intérieure chinée, reproduction de tableaux sur le thème du pain qu'il collectionne dont des œuvres de Paul Chocarne-Moreau.
En 2005, il existe 284 points de ventes Paul dans le monde, dont 250 en France. Une soixantaine d’entre eux sont des franchises. L'entreprise possède alors également trois usines de fabrication industrielle.
En 2008, Paul fait partie des dix premières entreprises agroalimentaires françaises à s’engager dans le cadre du Programme national nutrition santé (PNNS2).
En 2014, l'entreprise est fortement concurrencée en France et souhaite réagir en rénovant l'ensemble des points de distribution, en simplifiant ses gammes de pains ou en proposant des sandwichs frais plutôt que préparés à l'avance.
En 2018, Paul crée un premier magasin autour de l’univers du café en Thaïlande sous le nom de "Paul le café".
En 2019, Maxime Holder, fils de Francis Holder, prend la direction du Groupe Paul. En 2000, il ouvre la première succursale Paul en Angleterre dans le quartier de Covent Garden à Londres et se consacre par la suite au développement de Paul à l’international. 
En France, les premiers Paul le café et Paul express ouvrent en 2020, ce qui correspond à une volonté de diversification dans les cafés et les restaurants,. 
En 2022, la marque disparaît du paysage économique martiniquais après 18 ans de présence. En effet, les trois points de vente ont été racheté par une enseigne concurrente.

## Développement en France
En France, Paul se développe à la fois en succursale, location-gérance et franchise ce qui permet au réseau français de compter près de 400 points de vente en 2020. 
Sur les marchés de la concession, en 2000, Paul signe un contrat avec Elior afin de développer la marque commerciale Paul dans des lieux concédés : gares, aéroports, parcs d’exposition, aires d’autoroute. Paul devient ainsi une des premières marques de centre-ville à faire son entrée dans les sites de transports. En 2014, cela représente plus d'une centaine de points de vente en France. 

## Développement international
En 1990, Paul ouvre une première boutique en franchise à l’étranger, à Nagoya, au Japon,. D’autres franchises suivront au Moyen-Orient, en Europe, Afrique du nord et Amérique,,. En 2009, la société ouvre autant de nouveaux magasins à l'étranger qu'en France. La société compte un total de 324 boutiques en France et 122 à l'étranger. En France, la moitié ont un statut de franchisé, à l'étranger 97 sur 122 ont ce statut.
En 2018, la société déclare compter en tout 717 boutiques Paul et 95 boutiques Ladurée, pour un chiffre d'affaires annuel de près de 900 millions d'euros.
En 2019, la marque Paul est présente dans 47 pays. En 2020, la société réalise 44% de son chiffre d'affaires à l'étranger.
En 2023, elle dispose en tout de 800 boutiques dans le monde, dont 406 hors de France, notamment en Tunisie, au Royaume-Uni, au Luxembourg, en Belgique, aux Émirats Arabes Unis, au Maroc, en République Tchèque, en Grèce, au Gabon, à Singapour, au Japon.
En dehors de l’Europe, Paul est plus considéré comme un café ou un restaurant français que comme une boulangerie, les ventes de pain y représentant moins de 10 % du chiffre d'affaires.
En 2021, Paul ouvre son premier point de vente au Canada, à Vancouver.

## Fonctionnement terminaux de cuisson et des points de vente
Des points de vente produisent sur place les pains qu’ils vendent et sont dotés d’un fournil. D’autres points de vente, plus petits, sont livrés en pain frais par les magasins avec fournil ou atelier. Ne produisant pas le pain qu’ils vendent sur le lieu même, ils ne peuvent pas s’appeler "boulangerie". 
Enfin, d’autres boutiques, essentiellement situées dans les sites de transports et vendant peu de pains, sont approvisionnées en pâtons surgelés de pâte crue ou précuite produits en interne. Ces produits sont cuits sur place[source insuffisante].
Dès 1998, et afin de se conformer à la loi du 25 mai 1998, puis en 2016 l'article L122-17 du code de la consommation, Paul décide d’uniformiser l’appellation de ses points de vente français et de ne plus afficher le mot boulangerie sur aucune façade quel que soit le mode de préparation du pain. 
Paul est membre de la FEB (Fédération des entreprises de boulangerie).
Paul est aussi de plus en plus cité comme une marque de restauration rapide compte tenu de ses ventes de sandwichs, salades et desserts à emporter ou consommer sur place. Un sondage de 2013 de Statista cite ainsi PAUL comme l’enseigne de restauration rapide préférée des Français. 

## Partenariat et communication
Durant l'année 2008, Paul lance l'opération « Mon petit boulanger » qui marque la troisième année de son partenariat humanitaire avec l'association Action contre la faim et doit leur reverser 25 000 € à cette occasion.
En 2013, la marque est associée à l'émission de télévision culinaire Top Chef, diffusée sur M6.
En 2014, Paul est associé au styliste Jean Paul Gaultier et lance au Royaume-Uni, une édition limitée d'éclairs décorés de la fameuse marinière, à l'occasion de l'exposition rétrospective de sa carrière intitulée « The Fashion World of Jean Paul Gaultier : From the Sidewalk to the Catwalk », dont la marque Paul est partenaire.
En 2015, une personne constate la présence d'un rat dans une vitrine d'un des points de vente du groupe à Créteil. Le point de vente, qui venait de faire l'objet de travaux est rapidement nettoyé et dératisé ; l'enseigne présente ses excuses. Depuis, des publications malveillantes en ligne relaient la photo de ce rat en l'associant à d'autres points de vente.
En 2020, Paul France s’associe pour la première fois à l’événement Octobre rose et récolte 30.000 euros qui sont reversés à l’association Mon Bonnet Rose.